# Joseph Berchoux
Vous pouvez aider à l'améliorer ou bien discuter des problèmes sur sa page de discussion.
- Certaines informations devraient être mieux reliées aux sources mentionnées dans la bibliographie ou les liens externes. Améliorez sa vérifiabilité en les associant par des références. (Marqué depuis novembre 2015)

Pour les articles homonymes, voir Berchoux.
Joseph de Berchoux, né le 3 novembre 1760 en la maison de la Forest à Saint-Symphorien-de-Lay (Loire) et décédé le 17 décembre 1838 à Marcigny (Saône-et-Loire), est un poète et humoriste français.

## Biographie
Joseph Berchoux est né dans une famille de petite noblesse[réf. à confirmer], son père est juge-prévôt au nom du duc d'Orléans, seigneur du Beaujolais. Après des études à Lyon au collège des pères de l'Oratoire de Lyon il se rend à Paris afin de suivre les cours de l'École de droit de Paris. 
Il cède son droit d’aînesse à son frère Claude-Marie. La période révolutionnaire l'incite à devenir Juge de paix. Il est nommé juge de paix du canton de Saint-Symphorien-de-Lay. En 1792 il s'adapte mal à sa fonction, il veut  aussi r échapper à la proscription :il se démet de ses fonctions  il s'enrôle comme soldat dans le Bataillon des volontaires de la Loire. Il renonce à la particule et ne garde que le nom de Berchoux. Il raconte lui même dans un poème son engagement :

« Naguère, dans ce temps de mémoire fatale,
Où le crime planait sur ma terre natale,
Effrayé, menacé par un monstre cruel,
Forcé d'abandonner le banquet paternel,
Je cherchais mon salut dans ces rangs militaires,
Formés par la terreur et pourtant Volontaires
Je m'armai, tristement, d'un fusil inhumain
Qui jamais, grâce au ciel, n'a fait feu dans ma main.
--- »

Il quitte le service après la Révolution pour se livrer aux lettres. Il débute par une Épître qui est une boutade contre les anciens et commence par ce vers célèbre : « Qui me délivrera des Grecs et des Romains ? ».

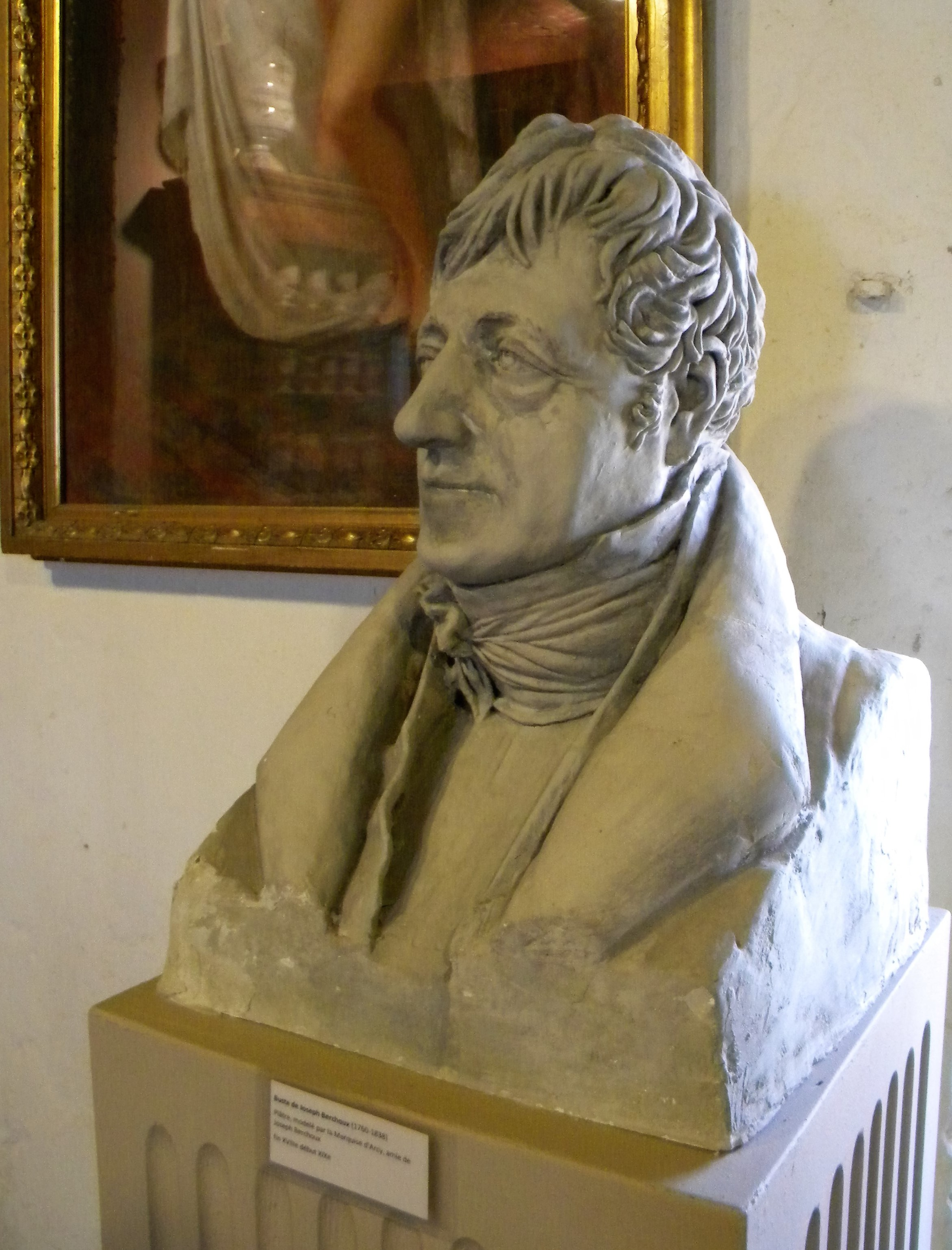
Musée la Tour du Moulin Marcigny, buste de Joseph Berchoux modelé par la marquise d'Arcy, amie de Berchoux.

Il est un littérateur et un poète distingué. Il collabore au journal la Gazette de France et à La Quotidienne, journal royaliste. Également historien et sociologue, il invente le mot « gastronomie » en publiant en 1801 La Gastronomie, poème badin, qui obtient un grand succès et le fait connaitre. Dans son dictionnaire, Émile Littré, au mot « gastronomie », écrit, à propos de cette œuvre : « Berchoux a donné en 1801 un poème de la Gastronomie, qui lui a fait une réputation méritée. »
Citations :
Rien ne doit déranger l'honnête homme qui dîne.
Sachez rire de tout et n'offenser personne.
Un poème jamais ne valut un dîner.
Cet ouvrage est traduit et adapté en italien par l'auteur humoristique Jacopo Landoni (it) de Ravenne, qui en fit un poème en octaves :
- La gastronomia cioè ammaestramento ai bravi mangiatori. Canti quattro in ottave rime italiane. Traduzione di Jacopo Landoni ravennate dal francese Joseph Bercoux (sic), Ravenne, Roveri, 1838.

Il est élu à l'Académie de Mâcon en 1806.
Joseph Berchoux se retire à Marcigny, en Saône-et-Loire. Il est très lié à la marquise Archer d'Arcy et fréquente son château où il rencontre les notables de la région, dont le général Perrin de Précy, le marquis de Vichy.... Il devient maire de Baugy, commune voisine de celle de Marcigny, il le reste jusqu'en 1830. Il demeure alors à Marcigny où il meurt en 1838.

## Publications
- La gastronomie, poème en 4 chants, 1801;
- La Danse, ou les Dieux de l'Opéra, 1806 et 1808 ;
- Voltaire, ou le Triomphe de la philosophie moderne, 1814 ;
- L'art politique, poème en quatre chants, 1819;
- La Liberté, poème en quatre chants, par un petit neveu de Scarron, 1833.

## Décoration

### Décoration officielle
- Chevalier de la Légion d'honneur (août 1826)

### Sources et bibliographie
Cet article comprend des extraits du Dictionnaire Bouillet. Il est possible de supprimer cette indication, si le texte reflète le savoir actuel sur ce thème, si les sources sont citées, s'il satisfait aux exigences linguistiques actuelles et s'il ne contient pas de propos qui vont à l'encontre des règles de neutralité de Wikipédia.
- Kilien Stengel, Les Poètes de la bonne chère, anthologie de poésie gastronomique, collection Petite Vermillon, éditions de la Table ronde, 2008, (ISBN 2710330733).
- René Jeannin-Naltet, Joseph Berchoux inventa la gastronomie ; (Tastevin en Main no 109 - 1999) revue de la Confrérie des Chevaliers du Tastevin- 21700 Nuits Saint Georges)